# Enoshima

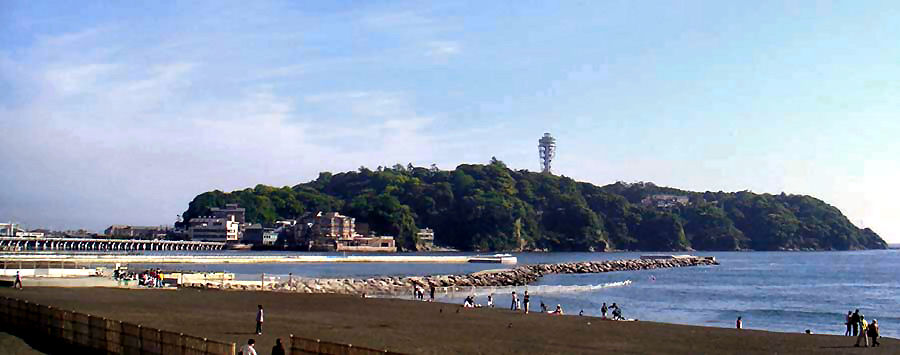
Enoshima

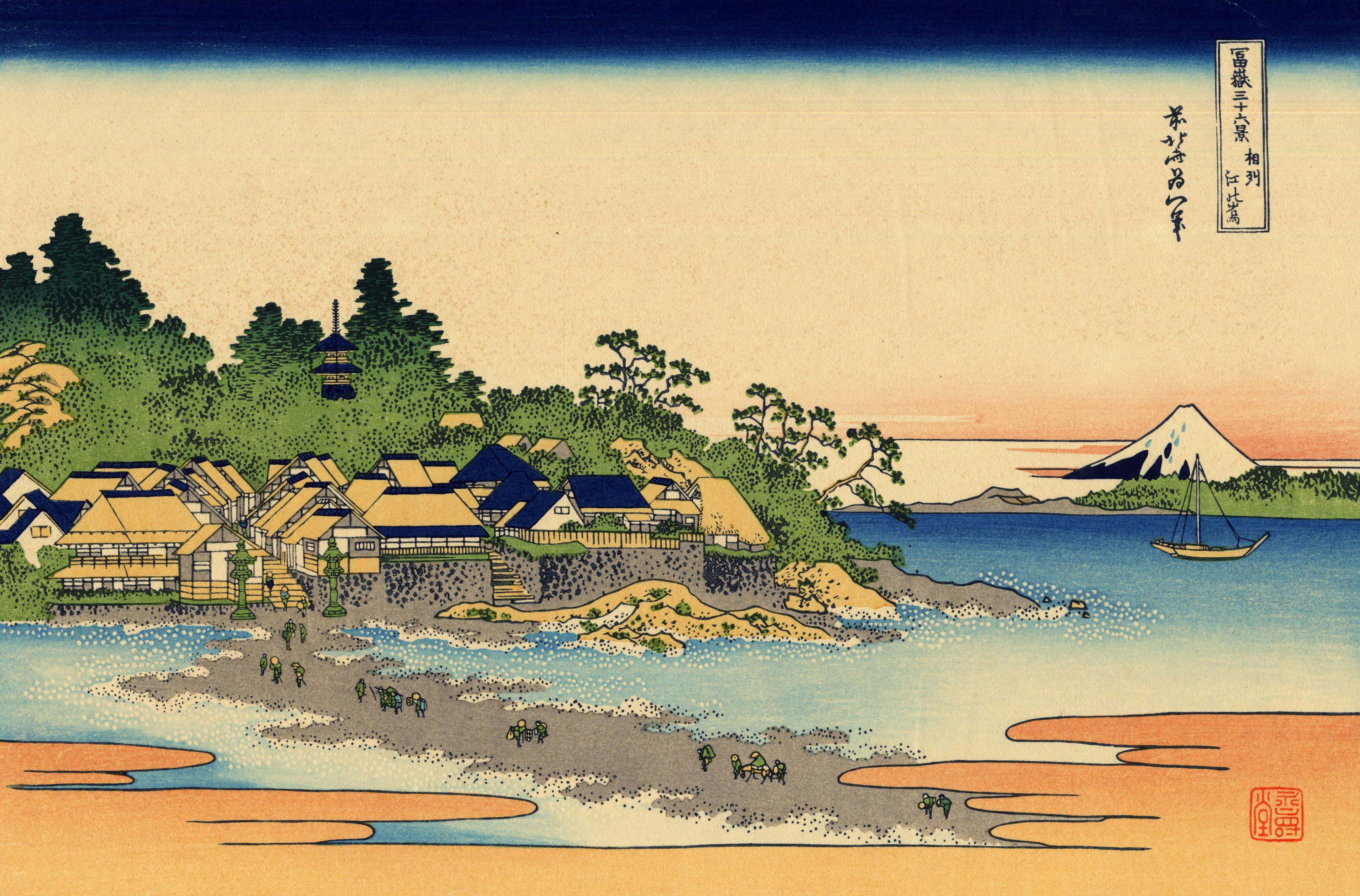
"Enoshima în provincia Sagami" de Hokusai (parte a seriei Treizeci și șase de vederi ale Muntelui Fuji)

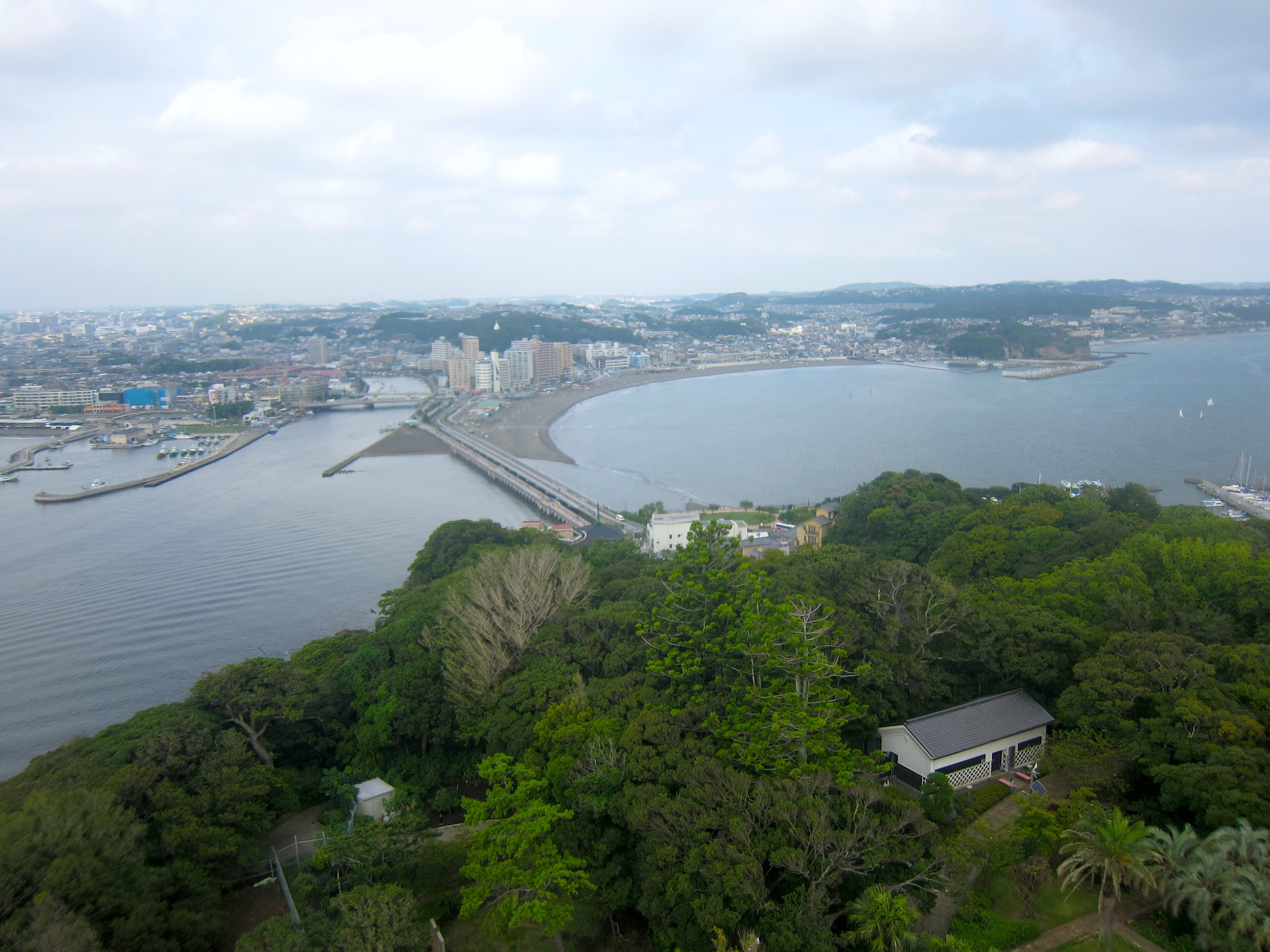
Vedere către Fujisawa de la Farul din Enoshima

Enoshima (江の島?) este o mică insulă cu un perimetru de aproximativ 4 km, situată la gura de vărsare a râului Katase în golful Sagami, pe teritoriul Prefecturii Kanagawa a Japoniei. Din punct de vedere administrativ, Enoshima aparține de orașul Fujisawa, fiind legată de secțiunea Katase a acestui oraș printr-un pod cu lungimea de 600 de metri. Aici se află unele dintre cele mai apropiate plaje de nisip de Tokyo și Yokohama, insula și litoralul adiacent fiind o stațiune locală.

## Istoric
Benzaiten, zeița muzicii și a distracțiilor, își are sanctuarul pe insulă. Insula este dedicată în întregime zeiței, despre care se spune că a făcut-o să se ridice de pe fundul mării în secolul al VI-lea. Aici s-au desfășurat întâmplările relatate în Enoshima Engi, o istorie a sanctuarelor de pe Enoshima scrisă de călugărul budist japonez Kōkei în anul 1047 AD.
În 1880, după ce ordinul de separare a șintoismului de budism dat de noul guvern de la începutul erei Meiji a făcut ca terenul insulei să devină disponibil pentru vânzare, o mare parte din zona înaltă a fost achiziționată de către Samuel Cocking, un comerciant britanic, în numele soției sale japoneze. El a construit acolo o centrală electrică și a amenajat grădini botanice vaste, inclusiv o seră foarte mare. Deși sera a fost inițial distrusă în 1923 de Marele Cutremur din Kanto, grădina botanică (în prezent Grădina Samuel Cocking) rămâne un punct de atracție, cu peste o jumătate de milion de vizitatori pe an.
Enoshima a fost port olimpic la Jocurile Olimpice de vară din 1964.
Enoshima este acum centrul regiunii Shōnan, o zonă de vacanță situată de-a lungul coastei litorale de la Golful Sagami.

## Transport
Enoshima este deservită de trei gări: Katase-Enoshima pe linia Odakyū Enoshima, Enoshima pe calea ferată electrică Enoshima ('Enoden') și Shonan-Enoshima pe linia Shonan Monorail.